# Sfida dei bardi
La Sfida dei Bardi (in Irlandese, Iomarbhágh na bhFileadh) fu una controversia letteraria degli inizi del XVII secolo tenutasi nell'Irlanda gaelica, che durò dal 1616 al 1624 (e che ebbe probabilmente il suo culmine nel 1617), e in cui i più importanti bardi dell'isola si confrontarono in un duello di versi polemici in supporto dei loro rispettivi mecenati.
Furono circa trenta i componimenti creati che non vennero pubblicati a stampa se non nel XIX secolo, ed ebbero la forma di polemiche sui relativi meriti delle due schiatte ereditarie dei due mitici sovrani del popolo irlandese: gli Eremoniani o discendenti di Éremon che dominavano nella zona settentrionale, e gli Eberiani o discendenti di Éber Finn, che dominavano nel sud.
Lambert McKenna pubblicò un poema noto come  Sfida dei Bardi, che venne pubblicato in due volumi dalla Irish Texts Society nel 1918 e nel 1920.

## Contesto storico
La sfida ebbe luogo all'epoca della riconquista Tudor dell'Irlanda, quando la dominazione dell'autorità inglese degli Stuart sull'Irlanda aveva raggiunto il suo apice. A causa di questa situazione accadde uno degli avvenimenti storici più celebrati dalla storia irlandese, ovvero la cosiddetta Fuga dei Conti del 1607.
L'occasione per il sorgere della sfida fu una disputa sulla lealtà del Conte di Thomond, un nobile gaelico appartenente alla antica casata degli O'Brien - contrariamente alle tradizioni locali, il conte era di religione Protestante e leale al nuovo corso storico d'Irlanda. La scintilla si accese nel 1616, a seguito della annessione della moderna contea di Clare (comprendente parte dell'antico regno di Thomond) alla provincia Eberiana del Munster, e alla morte in esilio dell'ultimo grande discendente Eremoniano, Hugh O'Neill, terzo Conte di Tyrone.

## Il nocciolo della contesa
Nel 1616 il bardo del Conte di Thomond, Tadhg Mac Dáire Mac Bruaideadha, scrisse dei versi contro il leggendario bardo Torna Éigeas, in risposta alle sue imprecisioni storiche presenti nelle sue opere e per la sua parzialità a favore della metà settentrionale dell'irlanda appartenente al ramo Eremoniano dei Gaeli. In realtà i versi di Tadhg celebravano la grandezza della schiatta Eberiana del sud e della sua presunta supremazia sul nord.
Ciò provocò la risposta in versi di altri bardi di corte - in particolare di Lúghaidh Ó Cléirigh - che rivendicò con veemenza i rispettivi meriti delle due schiatte.
Nell'esaltare il proprio signore, Lúghaidh enfatizzò la storica impresa della difesa di Tara, a cui Tadhg rispose facendo riferimenti alle imprese del celebre antenato del suo signore Brian Boru, e minimizzando le imprese militari degli Eremoniani come semplici scaramucce interne. I poeti del nord erano fedeli ai nobili in esilio dell'Ulster e risposero a Tadhg accusandolo polemicamente di tradire la missione di bardo e di non conoscere la nobile storia dei Gaeli.
Alcuni dei partecipanti alla contesa preferirono farsi beffe del dibattito principale tra Tadhg e Lúghaidh. Il bardo Ó Heffernan si servì della favola del gatto e della volpe (Eremoniani ed Eberiani), che bisticciano per un grosso pezzo di carne (l'Irlanda) mentre un lupo sopraggiunge per mangiarli entrambi.
Nel giugno 1617, Tadhg suggerì in una lettera indirizzata a Lúghaidh e ai poeti del nord la necessità di una disfida definitiva faccia a faccia per risolvere definitivamente la contesa. Non è certo se effettivamente la tenzone ebbe mai luogo, ma essa segnò l'apice della polemica. La sfida ebbe termine con il componimento sarcastico del bardo Mac Artúir, il quale difese la tradizione dei bardi in una novella ironica, usando uno stile formale del tutto contrastante con quello di Tadhg.

## Analisi critica
I poemi della contesa condividono tutti un forte sentimento nazionalistico, ma la loro lealtà politica è incentrata sui clan di appartenenza. Questo era un periodo di declino per i bardi di corte, e il fatto che essi si scontrassero l'uno con l'altro testimonia che i loro mecenati stava perdendo influenza.
Nel corso della contesa, il tema della rivalità tra nord e sud fu sviluppato per costruire un più ampio dibattito sulla tradizione e la nuova cultura arrivata con gli inglesi. Ciò permise infatti loro di avventarsi con salace sarcasmo contro le ultime conquiste e contro la colonizzazione del paese e contro il collasso politico delle istituzioni dalle quali dipendevano.
Tramite la contesa, entrambe le fazioni avevano reclamato ardentemente la discendenza di Giacomo I d'Inghilterra dal lignaggio dei mitici Milesi,  gli ancestrali e mitici colonizzatori dell'Irlanda, anche se l'autorità della sua corona era lo strumento con il quale si distruggeva l'ordine tradizionale da loro celebrato. L'Irlanda tracciata in questi poemi era quella ormai del passato, e sembra che i bardi non fossero capaci di adattarsi al nuovo corso. La sfida dimostrò di essere l'ultima fioritura del Dán Díreach: in pochi decenni le grandi metriche furono abbandonate in favore del più semplice  Amhrán o Aisling, e la fama di cui i bardi avevano sempre goduto nell'Irlanda gaelica fu perduta per sempre.